# Srbská realistická literatura
Realistický proud v srbské literatuře převážil v 2. polovině 19. století (od 60. let 19. století až do první dekády století dvacátého). Generace, která se začala profilovat v realistickém duchu, byla z části ještě také romantická (např. s Brankem Radičevićem). Ve srovnání s evropskou literaturou přišla ovšem do Srbska realistická vlna později.

## Tematické členění
Jakov Ignjatović, Stefan Mitrov Ljubiša, Milovan Glišić a další se začali věnovat zcela jiné tvorbě a jiným tématům, než jejich předchůdci. Stali se průkopníky srbského realismu. Světlo světa spatřily různé romány, věnující se osudům obyčejného člověka, a to jak z tehdejší doby, tak i např. v různých historických obdobích. Za první realistické dílo srbských autorů se považuje Ignjatovićův Milan Narandžić. Realistická generace byla tedy všestranně orientovaná. Kromě zaměření na zahraničí, převážně tedy Rusko a západní Evropu, vznikaly romány a další díla věnující se také domácímu životu, a to jak ve městech, tak i na venkově. Překládala se zahraniční díla (například Gogol, Černyševskij, Saltykov-Ščedrin, Turgeněv, Gončarov, L. N. Tolstoj aj.). Je tedy jasný dominantní vliv ruský, a naopak ustupoval vliv německý. Mezi realistické spisovatele, kteří se věnovali venkovu, patřil například Borisav Stanković (konkrétně jižnímu Srbsku). To stálo stranou zájmu většiny státu a jednalo se o region, kde se uchovaly mnohé původní zvyky. O zvycích z takových oblastí, ale i dalších (například Hercegoviny, nebo Dalmácie psali ale i další, například Svetozar Ćorović, či Branislav Nušić.
Zatímco v západní Evropě bylo nastoleno téma zprůmyslnění společnosti a vztah tohoto procesu k člověku (což vedlo později k vzniku řady socialistických hnutí), v Srbsku, kde tento proces teprve začínal – a to ještě velmi pomalu – se nemohl stát předmětem zájmu. Kritika se proto zaměřila na vztahy mezi lidmi jako takovými. Realističtí tvůrci toto ukázali nepřímo, prostřednictvím důsledné a detailní dokumentace a zachycením některých „extrémů“ z venkovského života. Ukázka řady sedláků, jako omezeně myslících lidí v zapadlých vesnicích, byla ve své době přijímána jen stěží. Konzervativní srbské prostředí útokům na zavedené zvyklosti příliš nepřálo. Realističtí tvůrci si proto přáli nezacházet příliš daleko.
Aby byla atmosféra dokonalá a protože otázka podoby jazyka již byla v podstatě uzavřena (Srbsko definitivně přijalo Vukovu reformu jazyka v roce 1868), autoři se ve svých dílech nebáli používat slang, stejně jako početné dialekty.

## Vývoj
Již na konci 50. let 19. století sepsal Jakov Ignjatović teoretický článek Pohled na literaturu (předreformní srbštinou Pogled na knjiženstvo). Tam přiznal, že Milovan Vidaković je zatím jediný člověk, který obohatil domácí tvorbu o román a prokázal své odhodlání přiklonit se k realistickému směru jako takovému.
Aktivní však nebyli pouze Srbové v Uhrách, jako tomu bylo dříve, ale díky zvýšení úrovně vzdělanosti i v samotném Srbsku. První generace sice byla částečně z Uher, doplňovaly ji ale osobnosti z oblastí osvobozeného Srbska, kde již od počátku století existovala tzv. Velika škola, tedy předchůdkyně Bělehradské univerzity. Vzdělaní spisovatelé již dokázali tvořit kvalitní díla a ve městech žili vzdělaní lidé, kteří si je mohli přečíst. S otázkou zvýšení míry gramotnosti v zemi se ale kromě Srbska potýkaly všechny ostatní země, které získaly nezávislost na Osmanské říši; např. také i Bulharsko.

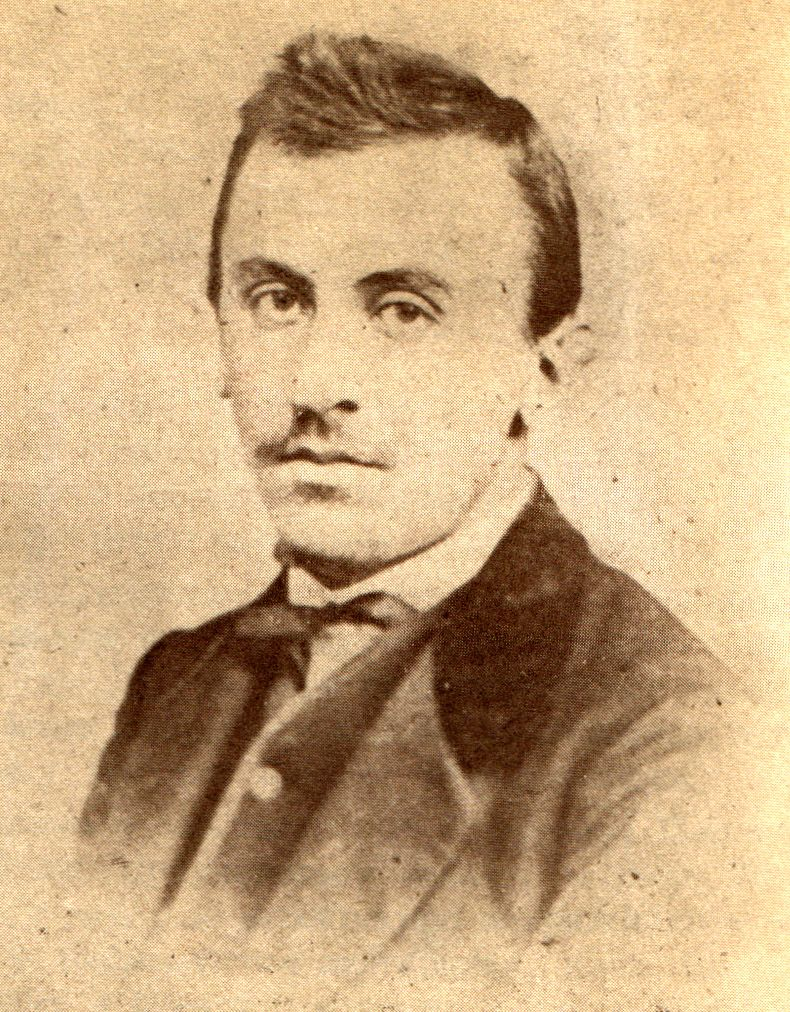
Svetozar Marković, představitel sociálního „náboje“ v realistické tvorbě

V 70. letech 19. století začalo být jasné, že realismus převládl, a postupně začal se obohacovat o nové směry, například sociální kritiku, která se objevila o desetiletí později. Významnou osobností, která nastolila téma sociálního románu, se stal Svetozar Marković, který byl v dobách socialistické Jugoslávie zhodnocen velmi pozitivně. Kromě obecné kritiky ale šel také dál – a postupně přistoupil myšlence svázat politická témata s literární činností tak, jak činili marxisté. S tématy osvobození prostého lidu a revolučním nábojem se ztotožnil také i Ljuben Karavelov, bulharský realistický spisovatel.
Ke konci století se doslova „roztrhl pytel“ s novými autory, kteří byli ze Srbska a kteří dále rozšiřovali možnosti domácí tvorby. Objevil se psychologický román (s kterým přišel Svetolik Ranković), Stevan Sremac se zapsal do dějin národní literatury jako autor řady povídek, týkajících se různých oblastí země. V trendu „popularizace“ různých koutů Srby osídlených krajů pokračoval také Simo Matavulj, který procestoval nemalý kus světa a psal o životě lidí v Dalmácii a dalších oblastech.
V roce 1896 dokončil Janko Veselinović třídílný historický román Hajduk Stanko o událostech z prvního srbského povstání. Autor velmi vysoko hodnotí hrdinství bojovníků proti Turkům.

## Poezie a drama
Realismus nastolil prózu jako hlavní podobu literární tvorby. To však neznamenalo, že by se na poezii, či na divadelní hry zcela zapomnělo. Představitelem srbské prozaistické realistické tvorby se stal Vojislav Ilić, básník kritizující řadu společenských poměrů, a také ten, který se stal později vzorem pro řadu tvůrců počátku 20. století. V oblasti dramatické (které se v druhé polovině 19. století dařilo) pronikl do popředí Branislav Nušić, povoláním diplomat. Hry Milovana Glišiće – Dva Cvanciga a Podvala se staly velmi známými a dodnes tvoří základ klasické srbské divadelní komedie.
K úspěchu sociální „struny“ realistické tvorby přispěl také i Petar Kočić, bosenský Srb z Banja Luky a ve své době velmi populární politik v tehdejší Rakouskem okupované Bosně. Přestože sepsal řadu básní pouze s přírodní tematikou, v řadě svých her (např. Jazavac pred sudom) ostře napadl cizí správu, která s domácími přisluhovači okrádá prostého sedláka.